# Hluboká nad Vltavou-Zámostí
Hluboká nad Vltavou-Zámostí – stacja kolejowa w miejscowości Hluboká nad Vltavou, w kraju południowoczeskim, w Czechach. Znajduje się na linii 202 Benešov – Czeskie Budziejowice, na wysokości 440 m n.p.m..  

## Linie kolejowe
- 220: Benešov – Czeskie Budziejowice